# Marcel Fischer
Marcel Fischer (n. 14 august 1978, Bienne, Berna, Elveția) este un fost scrimer elvețian specializat pe spadă, campion olimpic în 2004 și campion european pe echipe în același an.

## Carieră
Era un entuziast pasionat de tenis când era copil, idolul său fiind Boris Becker, dar a ales scrima. A început să practice în anul 1987 la clubul de scrimă din orașul său natal, sub îndrumarea maestrului polonez Ryszard Marszalek. în 1994 s-a alăturat lotului național de juniori, pregătit de Rolf Kalich. În 1998 s-a clasat pe locul 3 la Campionatul Mondial pentru juniori de la Valencia. Un ani mai târziu, a plecat la Basel sa se antrenează cu Manfred Beckmann. 
A participat la Jocurile Olimpice de vară din 2000, unde a fost remarcat pentru stilul său foarte ofensiv, bazat pe fleșa. A ajuns în semifinală, unde a fost bătut de francezul Hugues Obry, scorul fiind 13–15, după un meci foarte disputat unde a văzut doi cartonașe roșii, adică două tușe de penalizare, pentru busculadă. În finala pentru medalia de bronz a fost învins cu scorul 14–15 de sud-coreeanul Lee Sang-ki și s-a întors fără medalie. Totuși, cel de al patrulea loc lui Fischer a fost cea mai bună performanță olimpică unui scrimer elvețian de după 52 ani.
A participat la Jocurile Olimpice de vară din 2004 ca nr.2 în lume. A ajuns din nou în semifinală, unde l-a învins pe francezul Érik Boisse, scorul fiind 15–9. În finală a dispus de chinezul Wang Lei cu scorul de 15–8. Astfel a devenit primul elvețian să câștige o medalie de aur la scrimă. Ca recunoaștere a performanței sale, masca, ținuta și spada pe care le-a folosit la Atena se expun la Muzeul Olimpic din Lausanne.
În anul 2003 a fost inclus în Hall of Fame-ul scrimei de către Federației Internaționale de Scrimă.

## Legături externe
- de  www.fischermarcel.ch, site-ul oficial
- en  Prezentare Arhivat în 21 martie 2016, la Wayback Machine. la Confederația Europeană de Scrimă
- en Marcel Fischer la Olympedia.org